# Coenosia ruficornis
Coenosia ruficornis este o specie de muște din genul Coenosia, familia Muscidae. A fost descrisă pentru prima dată de Macquart în anul 1835. Conform Catalogue of Life specia Coenosia ruficornis nu are subspecii cunoscute.